# Jacek Nocko
Jacek Nocko (ur. 4 stycznia 1959) – polski piłkarz, mistrz Polski ze Śląskiem Wrocław (1977).

## Kariera sportowa
Jest wychowankiem Śląska Wrocław, z którym wywalczył mistrzostwo Polski w 1977 (wystąpił w siedmiu spotkaniach rundy wiosennej sezonu 1976/1977), Puchar Polski w 1987, dwa tytuły wicemistrza Polski (1978, 1982) a także wicemistrzostwo Polski juniorów w 1977. Jedyny zawodnik, który zdobył ze Śląskiem zarówno mistrzostwo Polski, jak i Puchar Polski. W ekstraklasie debiutował w rundzie wiosennej sezonu 1976/1977, ostatni raz zagrał jesienią 1987. Łącznie wystąpił w I lidze w 225 spotkaniach, strzelił 14 bramek.
W sezonie 1987/1988 przeszedł do rezerw Śląska, następnie występował w Pafawagu Wrocław oraz austriackich klubach niższych klas - Schwarz-Weiss Bregenz, Victoria Bregenz. Jego ostatnim klubem był szwajcarski St. Margarethen.
Był reprezentantem Polski juniorów (debiut w 1975) i młodzieżowców (debiut w 1977), jeden raz wystąpił w meczu kadry B.